# Klaus Dreikopf
Klaus Dreikopf (* 12. März 1943 in Königsberg) ist ein deutscher Politiker (SPD, CDU). Er war von 1990 bis 1994 Mitglied im Sächsischen Landtag.

## Leben
Dreikopf besuchte die Oberschule und absolvierte das Abitur in Neuruppin. Er machte eine Erwachsenenqualifizierung zum Elektromonteur und belegte ein Abendstudium zum Ingenieur für Regelungstechnik, welches er im Jahr 1972 beendete. Er wurde zunächst Mitarbeiter für Forschung und Entwicklung und absolvierte später noch ein postgraduales Studium für Mikroprozessortechnik.
Er wohnt in Leipzig.

## Politik
Dreikopf war Mitglied im Kreisparteirat und stellvertretender Vorsitzender im Kreisvorstand der SPD Leipzig. Bei der Landtagswahl im Oktober 1990 wurde er über die Landesliste der SPD Sachsen in den Landtag von Sachsen gewählt, dem er lediglich in dieser Wahlperiode angehörte. Er war Mitglied im Petitionsausschuss und im Sonderausschuss zur Untersuchung von Amts- und Machtmissbrauch infolge der SED-Herrschaft. Nachdem er im Jahr 1994 nicht auf der Landesliste für Landtagswahl berücksichtigt worden war, verließ Dreikopf die Partei und trat im Wahlkreis Leipzig 3 als unabhängiger Direktkandidat an. Er erreichte 4,7 % der Wählerstimmen. In der Folge trat er in die CDU ein und war von 1999 bis 2004 Stadtrat von Leipzig. Er Vorstandsmitglied und Internetbeauftragter der Senioren-Union Leipzig und des CDU-Ortsverbandes Leipzig-Südwest.